# Neuilly-lès-Dijon
Neuilly-lès-Dijon ist eine Ortschaft und eine ehemalige französische Gemeinde mit 2.436 Einwohnern (Stand 1. Januar 2022) im Département Côte-d’Or in der Region Bourgogne-Franche-Comté. Sie gehört zum Arrondissement Dijon und zum Kanton Chevigny-Saint-Sauveur (bis 2015: Kanton Chenôve).
Mit Wirkung vom 28. Februar 2019 wurden die ehemaligen Gemeinden Neuilly-lès-Dijon und Crimolois zur Commune nouvelle Neuilly-Crimolois zusammengelegt und haben in der neuen Gemeinde den Status einer Commune déléguée. Der Verwaltungssitz befindet sich im Ort Neuilly-lès-Dijon.

## Geographie
Neuilly-lès-Dijon liegt etwa acht Kilometer südöstlich von Dijon am Fluss Ouche. Umgeben wird Neuilly-lès-Dijon von den Nachbarorten Sennecey-lès-Dijon im Norden, Chevigny-Saint-Sauveur im Osten und Nordosten, Crimolois im Osten und Südosten, Ouges im Süden und Südwesten sowie Longvic im Westen.
Durch die Ortschaft führen die Autoroute A 39 und die frühere Route nationale 5 (heutige D905). Der sowohl zivil als auch militärisch genutzte Flughafen Dijon-Bourgogne liegt im westlichen Gemeindegebiet.

## Bevölkerungsentwicklung
| 1962 | 1968 | 1975  | 1982  | 1990  | 1999  | 2006  | 2012  |
| ---- | ---- | ----- | ----- | ----- | ----- | ----- | ----- |
| 548  | 637  | 1.555 | 1.395 | 1.926 | 2.142 | 1.971 | 1.848 |

## Sehenswürdigkeiten
- Kirche